# Oláhnémeti
Oláhnémeti (egyes forrásokban Szásznémeti, románul Nimtiu, németül Rumänisch-Baierdorf, az erdélyi szász nyelven Blesch-Boaidref) település Romániában, Beszterce-Naszód megyében.

## Fekvése
Besztercétől 32 km-re északnyugatra, Naszódtól 14 km-re délre, Bethlentől 20 km-re északkeletre, Csépán, Magyarnemegye és Oláhtóhát közt fekvő település.

## Története
1332-ben a pápai tizedjegyzék először Fulnempty néven. Mint neve is mutatja, a település első lakói németek voltak, akik azonban még a középkorban elpusztultak, mert a 17. században már román lakosságú faluként volt nyilvántartva. Oláh- előneve először 1760-ban tűnt fel.
A trianoni békeszerződésig Beszterce-Naszód vármegye Naszódi járásához tartozott.

## Lakossága
1910-ben 1044 lakosa volt, ebből 1012 román, 26 magyar és 6 egyéb nemzetiségű.
2002-ben 483 román lakosa volt.